# Pseudopoda xiaozhua
Espèce
Pseudopoda xiaozhua est une espèce d'araignées aranéomorphes de la famille des Sparassidae.

## Distribution
Cette espèce est endémique du Yunnan en Chine,. Elle se rencontre dans le xian de Lüchun.

## Description
Le mâle holotype mesure 10,9 mm et la femelle paratype 13,4 mm.

## Systématique et taxinomie
Cette espèce a été décrite par Zhang, Yu et Zhong en 2025.

## Publication originale
- Zhang, Pan, Zhang, Xing, Yu & Zhong, 2025 : « Species delimitation of newly collected spiders of the genus Pseudopoda (Araneae, Sparassidae) from Honghe Hani and Yi Autonomous Prefecture, Yunnan, China: an integrated morphological and molecular approach. » Zoosystematics and Evolution, vol. 101, no 1, p. 141-171.